# Führungsakademie der Bundeswehr
Führungsakademie der Bundeswehr (FüAkBw) – uczelnia wojskowa i centralna placówka szkoleniowa wszystkich oficerów sztabowych Bundeswehry w Niemczech.

## Informacje ogólne
Akademia Dowódców została założona 15 maja 1957 roku (początkowo w Bad Ems). Kontynuuje ona jednak starsze tradycje Pruskiej Akademii Wojennej (niem. Preußische Kriegsakademie), która istniała w Berlinie. W 1958 roku uczelnia została przeniesiona do Hamburga, gdzie usadowiono ją w „Koszarach Clausewitza” (niem. Clausewitz-Kaserne) w dzielnicy Nienstedten. W miarę rozwoju przyłączono do akademii dodatkowo „Koszary im. hrabiego von Baudissin” (niem. Generalleutnant-Graf-von-Baudissin-Kaserne) w sąsiedniej dzielnicy Hamburga – Osdorf. Na terenie Koszarów Clausewitza w połowie 2000 roku oddano do użytku centrum ćwiczeń symulacyjnych CAX pod nazwą Manfred-Wörner-Zentrum. Studenci mogą korzystać ze specjalistycznej biblioteki liczącej ponad 125.000 tomów i 4.000 czasopism fachowych, wypożyczalni samochodów, rowerów i przedszkola (dla towarzyszącego potomstwa).
W hierarchii wojskowej uczelnia podlega pod komendę wspólnej Bazy Sił Wojskowych (niem. Kommando Streitkräftebasis (KdoSKB)) w Bonn. W wyjątkowych przypadkach mogą kształcić się tu również cywile.

## Cele edukacji
Hamburska akademia dowódców przygotowuje doświadczonych oficerów do przejęcia wyższych funkcji w sztabach NATO, UE i ONZ. Podczas edukacji w hamburskiej akademii uczą się oni myśleć i działać w kategoriach państwa, gospodarki, społeczeństwa oraz w kooperacji międzynarodowej wspierając się na naukowych metodach.
Ważną rolę podczas edukacji odgrywa rozwój zdolności interkulturalnych, etycznych oraz zdolności współdziałania nie tylko różnych gatunków broni, ale i w multinarodowych, koordynowanych związkach mieszanych. Ponadto absolwenci nie tylko polepszają swe zdolności analityczne, ale i umiejętność prognozowania rozwoju różnych scenariuszy.

## Organizacja studiów
Większość niemieckich oficerów ukończyła poprzednio studia na jednym z uniwersytetów Bundeswehry. Na tym fundamencie bazują szkolenia akademii dowódców, które można odbyć zarówno w formie studiów dziennych, jak i poszczególnych modułów lub nawet pojedynczych seminariów w dowolnym wieku czy momencie kariery w sensie „ustawicznego kształcenia”.

### Szkolenia dla przyszłych oficerów sztabowych

#### SOL
Podstawowym „produktem” hamburskiej akademii dowódców jest 47-dniowe szkolenie na oficerów sztabowych (niem. Stabsoffizierlehrgang, w skrócie „SOL”). Pomyślne ukończenie tego szkolenia na akademii dowódców umożliwia młodszym oficerom zawodowym awansy na wyższe stopnie oficerskie (np. na majora wojsk lądowych, kapitana korwety w marynarce lub na wyższych oficerów sztabowych). Jest to jedyne szkolenie hamburskiej akademii dowódców kończące się egzaminem. W szkoleniu bierze udział do 200 oficerów. Szkolenia dbywają się trzy razy w roku.

#### SFL
Około 85% absolwentów SOL bierze udział w 14-dniowym dokształceniu dla oficerów sztabowych (niem. Stabdoffizierfortbildungslehrang, w skrócie „SFL”), które uprawnia ich do pracy w sztabach wojskowych, centrach zarządzania i urzędach.

### Szkolenia dla wyższych oficerów sztabowych
Akademia kształci oficerów w kursach (nominalnie) narodowych i międzynarodowych. W kursach „narodowych” biorą również udział oficerowie z krajów członkowskich NATO i UE, podczas gdy w „międzynarodowych” mogą uczestniczyć oficerowie z całego świata przy udziale oficerów niemieckich, pełniących rolę „gospodarzy” – również po zajęciach.

#### LGAN
Pośród absolwentów szkolenia SOL około 15% do 18% kwalifikuje się na wyższych oficerów sztabowych. Do dyspozycji stoi 100 miejsc. 30% uczestników szkolenia to oficerowie z innych krajów NATO i UE. Kwalifikacje te zdobywają oni biorąc udział w dwuletnich studiach dla przyszłych członków sztabu generalskiego lub admiralskiego (niem. Lehrgang für Generals-/ Admiralstabsdienst National, w skrócie „LGAN”). Szkolenie to uprawnia do pracy w sztabach nawet najwyższego szczebla oraz wypełniania samodzielnych funkcji dowódczych. Zamiast klasycznej pracy dyplomowej, oficerowie muszą sporządzić tzw. „pracę roczną” (niem. Jahresarbeit). Najlepsze prace są nagradzane przez „Towarzystwo Clausewitza” (niem. „Clausewitz-Gesellschaft”). Najlepszy absolwent rocznika otrzymuje nagrodę imienia Generała Heusingera (niem. General-Heusinger-Preis).

#### LGAI
Od 1962 roku odbywają tutaj szkolenia również zagraniczni oficerowie, tj. na służbie państw niebędących członkami NATO ani UE. Mają oni zarezerwowane dwie trzecie miejsc szkoleniowych. Biorą oni udział w specjalnie dla nich skoncypowanym szkoleniu dla przyszłych członków sztabów generalskich lub admiralskich (niem. Lehrgang Generalstabs-/ Admiralstabsdienst International, w skrócie „LGAI”), które trwa 10 miesięcy. Cele tego szkolenia są nie są porównywalne z LGAN, bowiem chodzi tu nie tyle o nabycie umiejętności dowódczych, tylko o przekazanie niemieckich wzorców kulturalnych, etycznych – kluczowym hasłem jest tu postawa „obywatela w mundurze” (niem. Bürger in Uniform) – i dowódczych oraz budowę osobistych powiązań oraz znajomości. Wybór uczestników szkolenia dokonywany jest wspólnie z niemieckim Ministerstwem Spraw Zagranicznych, Federalnym Ministerstwem Obrony oraz służbami dyplomatycznymi krajów pochodzenia kandydatów, którzy w ojczyźnie wytypowani zostali nawet do pełnienia najwyższych funkcji wojskowych. Mimo międzynarodowego charakteru tego szkolenia językiem wykładowym jest niemiecki, którego zagraniczni studenci uczą się poprzednio w centrum nauki języków w Hürth. Zagraniczni adepci wspierani są przez miejscowych mentorów, którymi są niemieccy uczestnicy szkolenia, dla których zarezerwowana jest czwarta część miejsc.

#### ESich
Wszyscy niemieccy absolwenci szkolenia LGAN oraz wybrani absolwenci szkolenia LGAI biorą udział w czterotygodniowym szkoleniu na temat europejskiej architektury bezpieczeństwa (niem. Lehrgang Europäische Sicherheit – ESich). Chodzi tu przede wszystkim o europejskie struktury bezpieczeństwa w ramach NATO i UE.

### UNSOC
Ofertę szkoleń hamburskiej akademii dopełnia cały bukiet szkoleń zadedykowanych niemieckim i zagranicznym kandydatom na sztabowców i dowódców misji ONZ pod nazwą United Nations Staff Officer Course (UNSOC). Odbywają się one w języku angielskim i są certyfikowane przez ONZ.

## Dane statystyczne
Na akademii dowódców w Hamburgu wykłada ponad 100 docentów, których wspomaga ponad 250 wojskowych i cywilnych pracowników pomocniczych. Jednocześnie może tu brać udział w szkoleniach ponad 600 studentów, w tym do 250 oficerów z około 60 narodów. 50 z nich pochodzi z krajów spoza NATO i UE. Co roku opuszcza uczelnię ponad 3000 uczestników 80 szkoleń i 500 wykładów różnego typu.
Do tej pory (1962–2014) w szkoleniach LGAI wzięło udział ponad 2400 oficerów ze 120 krajów. Około jedna czwarta absolwentów tego szkolenia to oficerowie Bundeswehry. Natomiast dwuletnie studia LGAN ukończyło do 2012 roku ponad 4800 oficerów niemieckich.

## Uczelnie partnerskie

### Europa
- Landes-verteidigungs-akademie, Austria
- European Security and Defence College, Belgia
- Royal Danish Defence College, Dania
- Baltic Defence College, Estonia
- École de Guerre(inne języki), Francja
- National Defence Academy, Gruzja
- Escuela Superior de las Fuerzas Armadas(inne języki), Hiszpania
- Nederlandse Defensie Academie(inne języki), Holandia
- Akademia Sztuki Wojennej, Polska
- Universitatea Națională de Apărare Carol I, Rumunia
- Armed Forces Academy of General Milan Rastislav Štefánik, Słowacja
- Höhere Kaderausbildung der Schweizer Armee, Szwajcaria
- Zrínyi Miklós University of National Defence, Węgry
- Joint Services Command and Staff College(inne języki), Wielka Brytania
- Istituto Superiore di Stato Maggiore Interforze(inne języki), Włochy

### Ameryka Południowa
- Escuela Superior de Guerra Conjunta de las Fuerzas Armadas, Argentyna
- Army Command and General Staff College Escola Marechal Castello Branco, Brazylia
- Academia de Guerra Chile, Chile

### Ameryka Północna
- Canadian Forces College(inne języki), Kanada
- National Defense University(inne języki), USA
- U.S. Air Force Command and Staff College(inne języki), USA
- U.S. Army CAC and Fort, USA
- United States War College, USA

### Azja i Oceania
- Australian Defence College(inne języki), Australia
- National Defence University of PLA China, Chiny
- National Defense College of the Philippines, Filipiny
- Universitas Pertahanan Indonesia, Indonezja
- Peace Operation Training Center, Jordania
- National Defence University, Kazachstan
- Korean National Defense University, Korea
- Command and Staff College, Pakistan

### Afryka
- National Defence College(inne języki), Nigeria
- Tunisian Institut de la Defense, Tunezja

## Komendanci akademii
| Nr. | Ranga i nazwisko                                         | TSK       | Objęcie urzędu       | Odejście z urzędu    |
| --- | -------------------------------------------------------- | --------- | -------------------- | -------------------- |
| 19  | Generalmajor Achim Lidsba                                | Heer      | 14 lipca 2011        | ---                  |
| 18  | Generalmajor Robert Bergmann                             | Heer      | 7 lutego 2008        | 14 lipca 2011        |
| 17  | Generalmajor Wolf-Dieter Löser                           | Heer      | 14 lipca 2005        | 7 lutego 2008        |
| 16  | Generalmajor Hans-Christian Beck                         | Heer      | 31 marca 2001        | 14 lipca 2005        |
| 15  | Konteradmiral Rudolf Lange                               | Marine    | 27 stycznia 1996     | 30 marca 2001        |
| 14  | Generalmajor Hartmut Olboeter                            | Luftwaffe | 1 lipca 1993         | 26 stycznia 1996     |
| 13  | Generalmajor Klaus Reinhardt                             | Heer      | 23 października 1990 | 30 czerwca 1993      |
| 12  | Generalmajor Werner von Scheven                          | Heer      | 1 kwietnia 1988      | 22 października 1990 |
| 11  | Generalmajor Jörn Söder                                  | Heer      | 1 kwietnia 1986      | 30 marca 1988        |
| 10  | Generalmajor Dieter Clauss                               | Heer      | 1 kwietnia 1984      | 31 marca 1986        |
| 9   | Konteradmiral Dieter Wellershoff                         | Marine    | 1 kwietnia 1981      | 31 marca 1984        |
| 8   | Generalmajor Heinz Walther von zur Gathen                | Heer      | 1 października 1977  | 31 marca 1981        |
| 7   | Generalmajor Eberhard Wagemann                           | Heer      | 1 października 1974  | 30 września 1977     |
| 6   | Generalmajor Rudolf Jenett                               | Luftwaffe | 1 października 1970  | 30 września 1974     |
| 5   | Generalmajor Hans Hinrichs                               | Heer      | 1 października 1966  | 30 września 1970     |
| 4   | Generalmajor Jürgen Bennecke                             | Heer      | 1 października 1964  | 30 września 1966     |
| 3   | Generalmajor Ulrich de Maizière                          | Heer      | 1 kwietnia 1962      | 30 września 1964     |
| 2   | Generalmajor Hellmuth Laegeler                           | Heer      | 1 października 1959  | 31 marca 1962        |
| 1   | Generalmajor Heinz Gaedcke                               | Heer      | 1 sierpnia 1957      | 30 września 1959     |
| –   | Oberst i. G. Detlev von Rumohr (komendant kommisaryczny) | Heer      | 1 stycznia 1957      | 31 lipca 1957        |

## Wybitni absolwenci
- Generał Raza Muhammad(inne języki) (Pakistan)
- Generał Khalid Shameem Wynne(inne języki) (Pakistan)
- Generał Devinda Kalupahana(inne języki) (Sri Lanka)
- Generał Leanne van den Hoek(inne języki) (Holandia)
- Komandor Shahid Azmat Wain (Pakistan)
- Generał Tariq Ghafoor (Pakistan)
- Admirał Atle Torbjørn Karlsvik(inne języki) (Norwegia)
- Generał Harald Sunde(inne języki) (Norwegia), Minister Obrony, szef armii
- Generał Gert Bastian(inne języki), współzałożyciel Partii Zielonych (Niemcy)
- Generał Peter Heinrich Carstens(inne języki) (były) szef JFC Brunssum (Niemcy)
- Generał Hans-Lothar Domröse(inne języki) (były) Szef JFC Brunssum (Niemcy)
- Admirał Hans Frank, szef BAKS (Niemcy)
- Generał Werner Freers(inne języki), szef SHAPE (Niemcy)
- Generał Helge Hansen(inne języki) (były) szef Allied Command Europe Mobile Force (Niemcy)
- Generał Georg Klein (były) komendant obozu ISAF w Kunduz (Niemcy)
- Generał Harald Kujat(inne języki) (były) szef Bundeswehry (Niemcy)
- Admirał Rudolf Lange, polityk liberalny (Niemcy)
- (były przewodniczący) NATO Military Committee, Generał Klaus Naumann(inne języki) (Niemcy)
- Generał Gunter Schneider (były) komendant misji ISAF (Niemcy)
- Generał Wolfgang Schneiderhan(inne języki) (były) szef Bundeswehry (Niemcy)
- Generał Jörg Schönbohm(inne języki), polityk chadecki (Niemcy)
- Günter Schwarz, polityk socjaldemokratyczny (Niemcy)
- Generał Faisal Tanjung(inne języki) (Indonezja)
- Marszałek lotnictwa Herman Prayitno(inne języki) (Indonezja)
- Generał lotnictwa Edvardas Mažeikis(inne języki) (Litwa)
- Generał Jonas Vytautas Žukas (Litwa)
- Generał Jiří Halaška (Czechy)
- Admirał Frank Trojahn(inne języki), szef marynarki (Dania)
- Colonel Wolfgang W.E. Samuel, publicysta (USA)

## Literatura
- Detlef Bald, Wilhelm Nolte, Hans-Heinrich Steyreiff (Hrsg.): Generalstabsausbildung zwischen Gesellschaft und Militär. Das Jahresarbeiten-Archiv. Mittler, Herford u.a. 1991, ISBN 3-8132-0375-1.
- Freundeskreis Ausbildung Ausländischer Offiziere an der Führungsakademie der Bundeswehr e.V. (Hrsg.): „Eine völkerverbindende Institution. Über die Internationalität an der Führungsakademie der Bundeswehr. Mit Farbfotos von Lothar W. Brenne-Wegener”, 2. Auflage, Mittler, Hamburg u.a. 2001, ISBN 3-8132-0773-0.
- Uwe Hartmann (Hrsg.): Analysen und Perspektiven. Studien zu Politik, Staat und Gesellschaft. Ausgewählte Jahresarbeiten von Absolventen der Führungsakademie der Bundeswehr (= Schriftenreihe des Wissenschaftlichen Forums für Internationale Sicherheit. Band 14). Mit einem Vorwort von Eckardt Opitz. Edition Temmen, Bremen 1999, ISBN 3-86108-737-5.
- Dietmar Klos (Red.): 50 Jahre Führungsakademie der Bundeswehr. 1957–2007. Mittler, Hamburg u.a. 2007, ISBN 978-3-8132-0881-8.